# Wolanów (Mazovie)
Pour les articles homonymes, voir Wolanów.
Wolanów (prononciation : [vɔˈlanuf]) est un village polonais de la gmina de Wolanów dans le powiat de Radom de la voïvodie de Mazovie dans le centre-est de la Pologne.
Le village est le siège administratif (chef-lieu) de la gmina appelée gmina de Wolanów.
Il se situe à environ 14 kilomètres à l'ouest de Radom (siège du powiat) et à 93 kilomètres au sud de Varsovie (capitale de la Pologne).
Le village compte approximativement une population de 701 habitants en 2009.

## Histoire
De 1975 à 1998, le village appartenait administrativement à la voïvodie de Radom.